# Antarctus mawsoni
Antarctus mawsoni is een tienpotigensoort uit de familie van de Scyllaridae. De wetenschappelijke naam van de soort is voor het eerst geldig gepubliceerd in 1938 door Bage.